# 392 〜mikuni shimokawa BEST SELECTION〜
『392 〜mikuni shimokawa BEST SELECTION〜』（サンキューツー ミクニシモカワベストセレクション）は、下川みくにの2枚目のアルバム。
2002年9月19日にポニーキャニオンより発売。品番はPCCA-01775。

## 内容
本作は、広瀬香美プロデュースを離れた以後のシングル曲5曲が収録、そのうち「TRUE」と「たった、ひとつの」はアルバムバージョンとして、シングルから更に編曲し直されて収録されている。また、「BELIEVER 〜旅立ちの歌〜」と「If 〜もしも願いが叶うなら〜」は前作『39』に続いて収録されたが、「BELIEVER」は「studio live version」、「If」は「CMJK remix」となっている。
「POPCORN」はOVA『HUNTER×HUNTER GREED ISLAND』のエンディング主題歌となり、9作目のシングル「all the way」にも、3曲目に「single version」として収録されている。また、11曲目の「はじまり」は、下川自身もチェキッ娘メンバーだった時に歌った同名曲をソロでカバーしている。
表面のジャケット写真は、下川がカメラを縦にして覗いているようなものになっている。

## 収録曲
1. Party -is not over-（overture）
  - 作詞・作曲・編曲：下川みくに
2. POPCORN
  - 作詞：下川みくに / 作曲：ab:fly / 編曲：関淳二郎
3. カナリア
  - 作詞：小林夏海 / 作曲：浅田直 / 編曲：関淳二郎
4. Pavement
  - 作詞：村野直球・下川みくに / 作曲・編曲：Ciel
5. TRUE（album version）
  - 作詞：小林夏海 / 作曲・編曲：Ciel
6. たった、ひとつの（album mix）
  - 作詞・作曲・編曲：浅田直
7. 枯れない花
  - 作詞：小林夏海 / 作曲・編曲：ab:fly
8. tomorrow
  - 作詞・作曲：下川みくに / 編曲：ab:fly・中山信彦
9. Alone
  - 作詞：六ツ見純代 / 作曲・編曲：ab:fly
10. BELIEVER 〜旅立ちの歌〜（studio live version）
  - 作詞・作曲：広瀬香美 / 編曲：井上ヨシマサ
11. はじまり（cover version）
  - 作詞:森浩美 / 作曲:D・A・I / 編曲：西川進
12. If 〜もしも願いが叶うなら〜（CMJK remix）
  - 作詞・作曲：広瀬香美 / 編曲：高橋圭一